# Eulithis digna
Eulithis digna är en fjärilsart som beskrevs av Thierry-mieg 1904. Eulithis digna ingår i släktet Eulithis och familjen mätare. Inga underarter finns listade i Catalogue of Life.